# جوان جوردن
جوان جوردن (بالإنجليزية: Joanne Jordan)‏ هي عارضة أمريكية، ولدت في 5 سبتمبر 1920 في توبيكا في الولايات المتحدة، وتوفيت في 29 يوليو 2009 في كالاباساس في الولايات المتحدة.

## وصلات خارجية
- جوان جوردن على موقع IMDb (الإنجليزية)
- جوان جوردن على موقع قاعدة بيانات الفيلم (الإنجليزية)